# Raoul Jonathan Larson

a Compétitions nationales et continentales officielles uniquement.

b Matchs officiels uniquement.
Dernière mise à jour le 15 septembre 2018.
Raoul Jonathan Larson, né le 14 mai 1984 à Katima Mulilo en Namibie, est un joueur de rugby à XV namibien évoluant au poste de pilier (1,85 m pour 120 kg).

## Carrière

### En équipe nationale
Il a honoré sa première cape internationale en équipe de Namibie, le 10 septembre 2011, contre l'équipe des Fidji.
Il participe aux coupes du monde 2011 et 2015

## Palmarès

### Sélections nationales
- 8 sélections en équipe de Namibie
- 0 point
- Nombre de sélections par année : 3 en 2011 et 5 en 2015
- Coupe du monde de rugby disputée: 2011 (3 matchs, 2 comme titulaire), 2015 (2 matchs, 1 comme titulaire).